# Peridesmia discus
Peridesmia discus är en stekelart som först beskrevs av Walker 1835.  Peridesmia discus ingår i släktet Peridesmia och familjen puppglanssteklar. Arten är reproducerande i Sverige. Inga underarter finns listade i Catalogue of Life.